# Theodor Mintrop

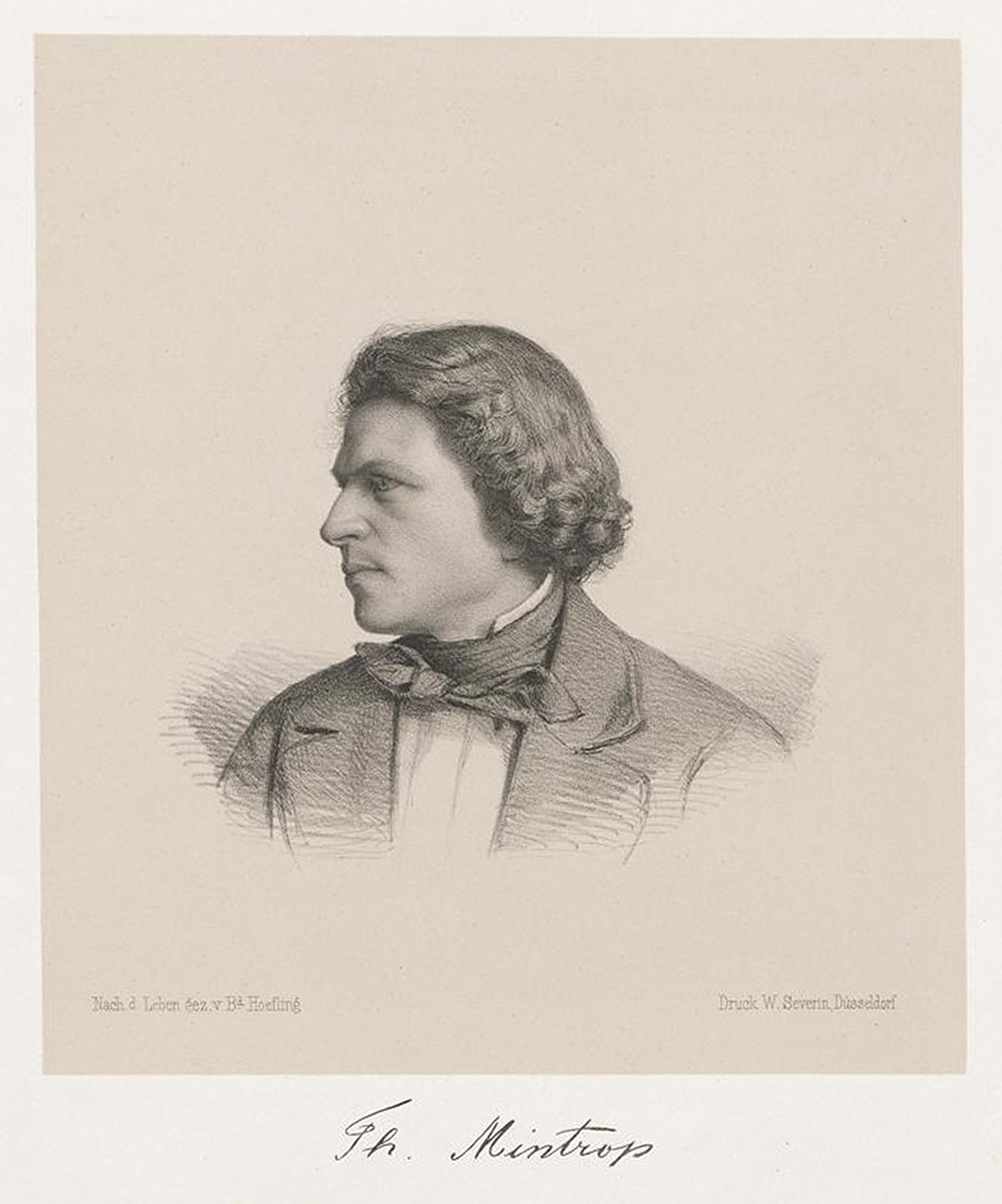
Theodor Mintrop, 1853, Zeichnung und Lithografie von Bernhard Höfling

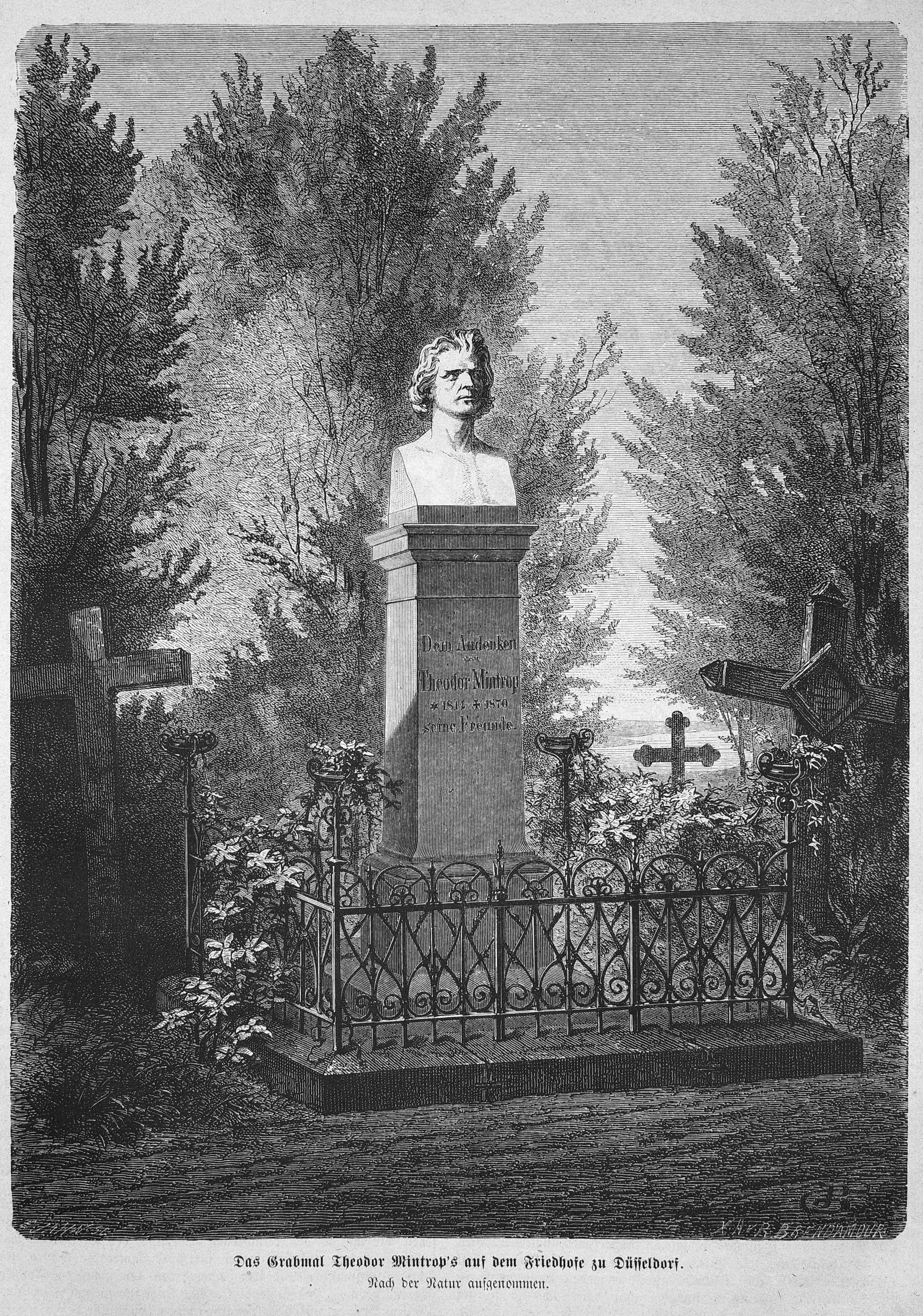
Grabmal Mintrops auf dem Golzheimer Friedhof, heute auf dem Nordfriedhof Düsseldorf

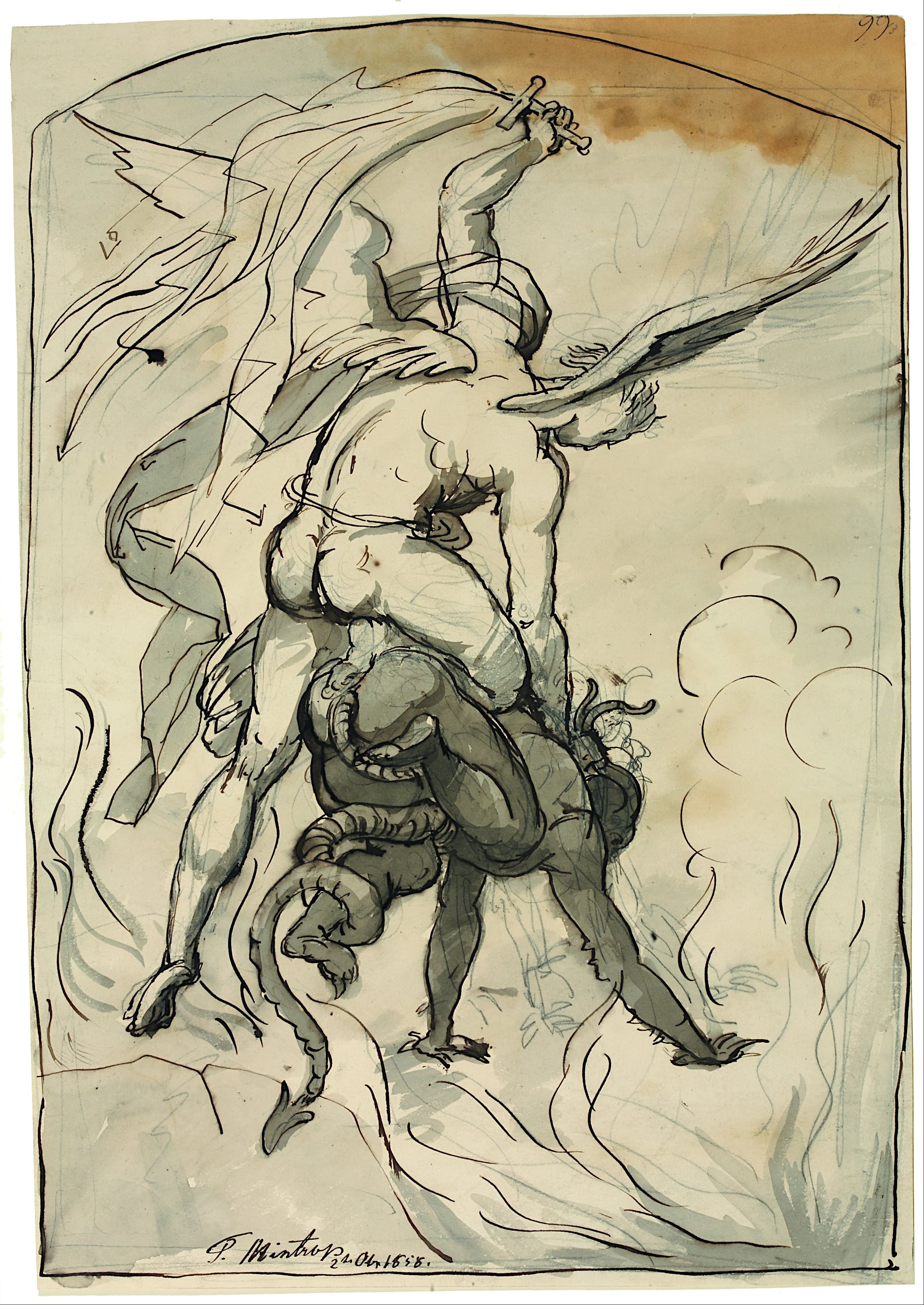
Der Heilige Michael ficht den Teufel, Zeichnung 1858

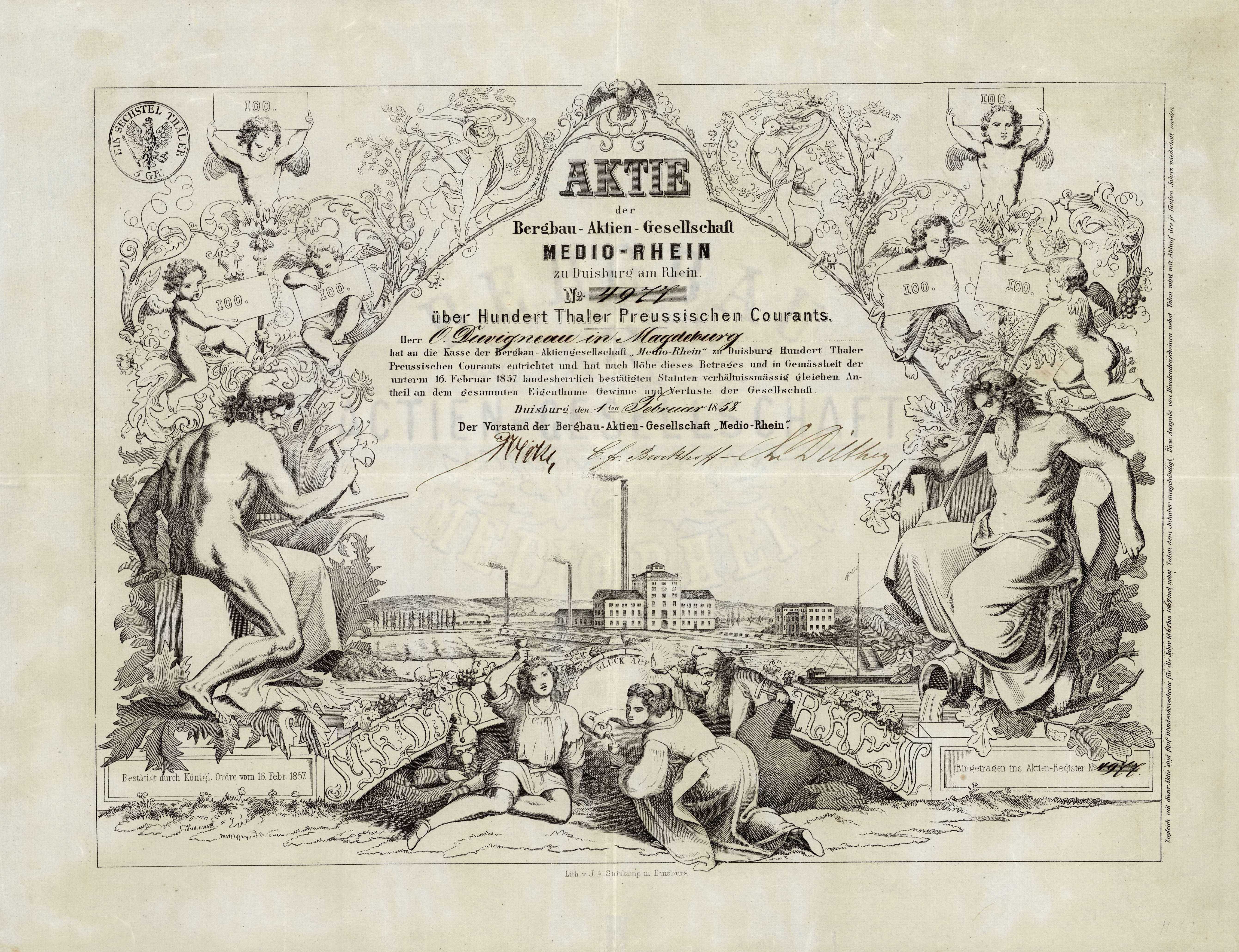
Aktie der Bergbau-Aktiengesellschaft Medio-Rhein vom 1. Februar 1858, gestaltet von Theodor Mintrop

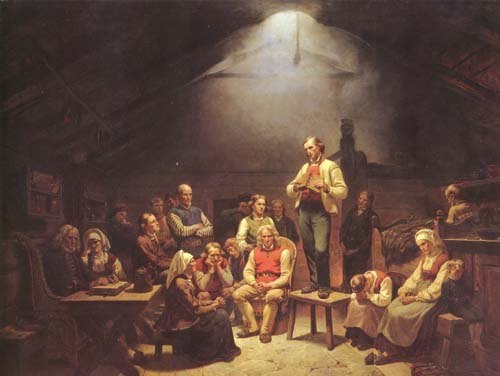
Haugianerne (Andacht der Haugianer), Gemälde von Adolph Tidemand, dritte Fassung, 1852 – Für dieses Bild der Norwegischen Nationalromantik stand Mintrop als die Figur des Predigers Modell.

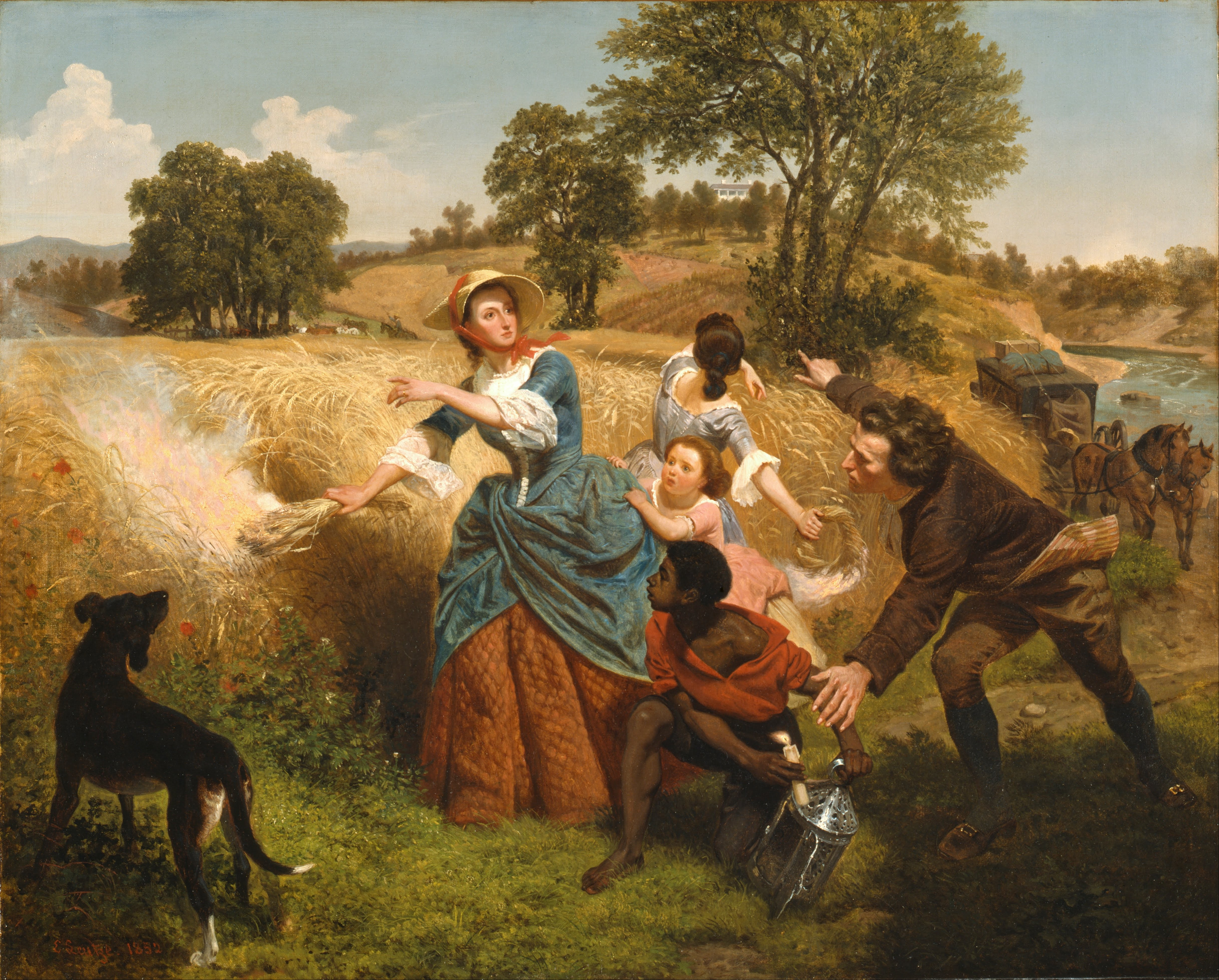
Mrs. Schuyler Burning Her Wheat Fields in Approach of the British, 1852 – In diesem Historiengemälde des Deutschamerikaners Emanuel Leutze, das eine Begebenheit aus dem Amerikanischen Unabhängigkeitskrieg schildert, figuriert Mintrop als der Kutscher, der Mrs. Schuyler mit hektischer Geste das Herannahen der britischen Streitmacht anzeigt, worauf diese Dame ihre Weizenfelder anzündet, um verbrannte Erde zu erzeugen.

Theodor Mintrop (* 7. April 1814 in Essen-Heidhausen; † 30. Juni 1870 in Düsseldorf) war ein deutscher Maler der Romantik und der Düsseldorfer Malerschule.

## Leben
Mintrop wurde auf Gut Barkhoven in Heidhausen geboren. Bis zu seinem 30. Lebensjahr diente er auf dem Gut seines Bruders. Der Düsseldorfer Künstler Eduard Geselschap, der durch den Maler Karl Heinrich Oeckinghaus auf den Autodidakten aufmerksam geworden war und ihn im Oktober 1844 als Talent entdeckt hatte, erreichte bei Wilhelm von Schadow, dass er trotz seines Alters 1844 in die Kunstakademie Düsseldorf eintreten konnte. Geselschap nahm Mintrop für den Rest seines Lebens in eine Wohngemeinschaft in der Jägerhofstraße auf, die er selbst dann nicht beendete, als er 1856 Lotte Rose heiratete. Ein weiterer Freund Mintrops war Fritz Roeber, der spätere Direktor der Kunstakademie. Dort studierte Mintrop bei Theodor Hildebrandt, Carl Ferdinand Sohn und Friedrich Wilhelm Schadow. 1854 stieg er „als sehr bedeutendes Talent“ in die Meisterklasse auf. Der außerordentliche Umstand der Entdeckung des „Naturtalents“ und sein eigenwilliger Stil führten dazu, dass man ihn als „neuen Giotto“ und „Wunderkind der Romantik“ (Richard Klapheck) feierte. Gottfried Sello rühmte ihn 1963 als „einen ländlichen Raffael“. Wie viele andere Maler der Düsseldorfer Schule gehörte Mintrop dem Künstlerverein Malkasten an. Ein Freund und Nachfolger Mintrops war der Maler Friedrich Geselschap.
Zu seinen Werken zählen Das Album für Minna aus den Jahren 1855 bis 1857 mit lavierten und aquarellierten Zeichnungen auf 72 Blättern und der posthum 1875 veröffentlichte Märchenband König Heinzelmann’s Liebe mit 70 Illustrationen. In der Nachfolge der Arabesken und der Grotesken Raffaels u. a. sowie evtl. inspiriert von den vielfigurigen Kompositionen Genellis schuf er 1869 eine allegorische Verherrlichung des Maiweins, die den Einfluss der Düsseldorfer Malerschule zeigt und sich heute im Besitz des Wallraf-Richartz-Museums in Köln befindet.
In der ehemaligen Abteikirche St. Ludgerus in Essen-Werden hängt ein Altarbild von Theodor Mintrop. Viele von Mintrops Zeichnungen sind als Leihgabe der Kunstakademie Düsseldorf im Museum Kunstpalast (Düsseldorf) archiviert.
Der Mintropplatz in Düsseldorf sowie die Mintropstraßen in Düsseldorf und Essen wurden nach ihm benannt. Mintops Grab befand sich auf dem Golzheimer Friedhof, ehe es wegen des Durchbruchs der Klever Straße (1905) auf den Düsseldorfer Nordfriedhof verlegt werden musste.

## Illustrationen (Auswahl)
Digitalisierte Ausgabe der Universitäts- und Landesbibliothek Düsseldorf:
- In: Album deutscher Kunst und Dichtung. Mit Holzschnitten nach Originalzeichnungen der Künstler, ausgeführt von R. Brend'amour. Hrsg. Friedrich Bodenstedt. Grote, Berlin 1867. urn:nbn:de:hbz:061:2-184
- In: Aquarelle Düsseldorfer Künstler: den kunstsinnigen Damen gewidmet. Arnz, Düsseldorf 1861. urn:nbn:de:hbz:061:2-736
- In: Gustav Wendt: Balladenkranz: aus deutschen Dichtern gesammelt. Grote, Berlin 1866. urn:nbn:de:hbz:061:2-1665
- In: Düsseldorfer Bilder-Mappe: Original-Zeichnungen. Grote, Berlin 1866.  urn:nbn:de:hbz:061:2-1138
- Wolfgang Müller von Königswinter: Kinderleben in Liedern und Bildern. Schulz, Düsseldorf 1850. urn:nbn:de:hbz:061:2-101
- König Heinzelmann’s Liebe: Ein Märchen in 70 Bildern. Dresden: Reinhardt, 1875. Digitalisierte Ausgabe
- In: Ludwig Bund (Hrsg.). Lieder der Heimath: Eine Sammlung der vorzüglichsten Dichtungen im Bilderschmucke deutscher Kunst. Breidenbach, Düsseldorf 1868. urn:nbn:de:hbz:061:2-1174
- Skizzen-Verloosung des Künstler-Vereins „Malkasten“ in Düsseldorf. urn:nbn:de:hbz:061:2-35271